# Province de Taounate
La province de Taounate, créée en 1977, est une subdivision à dominante rurale de la région marocaine de Fès-Meknès. Cette province, située dans le sud du Rif et faisant partie du pays Jbala, a des frontières avec la province de Chefchaouen au nord, de Taza à l'est, d'Ouezzane au nord-ouest, de Sidi Kacem à l'ouest, et la préfecture de Fès au sud.Elle comprend cinq pachaliks (Thar Souk, Rhafsai, Karia, Tissa et Taounate), ainsi que quatre cercles regroupant quinze caïdats.
Superficie : 5 585 km2.
Population : 678 000 habitants (est. 2009).
Communes : 5 urbaines et 44 rurales.

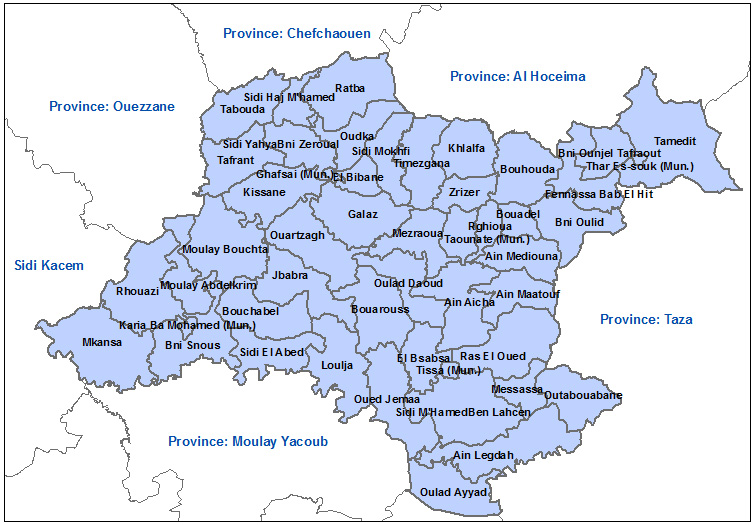
Carte de la Province de Taounate

elle est frontalier avec Al Hoceima au nord

## Milieu naturel et démographie[6]
La Province de Taounate est située dans la région de Fès-Meknès. Elle est délimitée par les provinces de Chefchaouen et d'Al Hoceima au nord, la région de Fès au Sud, la province de Taza à l'Est, la province de Sidi Kacem à l'Ouest.
La province de Taounate est une province à dominante rurale avec un habitat dispersé à travers plus de 1600 villages. Elle s'étend sur 5 585 km2 et sa population actuelle compte 632 000 habitants. Le climat est méditerranéen, à hiver froid et humide (5°), la pluviométrie déclinant du nord (1 800 mm/an) vers le sud (500). La province comptait une population de 680.000 habitants en 2005 (120 ha/km2), urbanisée à hauteur de 12 % seulement, avec une croissance naturelle de 0,6 %/an.
La province de Taounate est dominée par son aire rurale. Elle est divisée en deux parties bien distinctes :
- La partie nord à relief montagneux, elle couvre environ 40 % de la superficie totale de la province, ses altitudes varient et vont jusqu'à 1 800 m. Elle est traversée par six grandes rivières constituant les principaux affluents de l'oued Ouergha.

- La partie sud à relief vallonné, elle couvre une superficie de 3 300 km2 environ. Les altitudes varient de 1 000 m au jbel Zeddour à 150 m le long de l'oued Inaouen.

La province de Taounate fait partie des 3 sous-bassins des oueds Ouergha, Leben et Inaouen, le plus important est le sous-bassin de Ouergha. Les apports des oueds Inaouen et Ouergha sont retenus respectivement dans le barrage Idriss 1er et celui d'Al Wahda. De même, des ouvrages hydrauliques de taille petite à moyenne sont soit déjà en service, soit en voie de construction sur les principaux affluents de l'Ouergha. Par ailleurs, la province dispose de 5 lacs collinaires dont les eaux sont destinées principalement à l'abreuvement des animaux.

La ville de Taounate, chef-lieu de la province comptait près de 70 000 habitants en 2004.

## Histoire[6]
L'histoire de la ville de Taounate remonte, dit-on, au temps des Almohades. À cette époque (XIIe ou XIIIe), trois tribus, les Meziah, les Jaia et les Rghiwa ont quitté la ville de Moulay Idriss Zerhoun, et sont venues habiter Taounate. Le vocable Taounate signifierait la haute en berbère.
La zone abrite plusieurs kasbah, témoin notamment du passage des Almoravides comme la Kasbah du Jbal Amargu.

## Économie[6]
L'économie provinciale repose avant tout sur les richesses naturelles et principalement l'agriculture et l'élevage qui font travailler la majorité da la population rurale. L'activité agricole reste 18 fois plus importante que les services. Les margines d'olive, la réalisation incomplète des infrastructures d'assainissement et de traitement des déchets solides constituent les principales atteintes à la qualité de l'écosystème. Les exploitations agricoles sont petites (70.000, de 5 ha, en moyenne) et la moitié des terres sert à l'emblavement. En remède contre le stress hydrique en milieu semi-aride, lié au changement du climat, la part consacrée aux arbres fruitiers (figuiers, amandiers) et à l'oliveraie (un tiers) progresse fortement. Les cultures maraîchères, légumes secs (fèves, lentilles, pois) et fourrage occupent 15 % de la surface agricole utile. L'élevage est extensif et concerne 600.000 têtes, aux deux-tiers des ovins ou caprins. Chênes verts et Chênes lièges se partagent un domaine forestier fragile (40 000 ha), souvent défriché ou incendié pour donner place à la culture du cannabis. Les efforts de reboisement n'y suffisent pas.
De nouvelles cultures de substitution sont développées dans le secteur des plantes aromatiques et médicinales (lavande, menthe, thym, origan, etc.), de l'apiculture, et un centre expérimental a été ouvert en 2007 pour la mise au point de ces nouveaux produits, à une vingtaine de km de Taounate. Il faut citer enfin des ressources minéralières, en sel (Tissa) et en Strontium (Karia Ba Mohamed).
L'infrastructure industrielle y est faible et concentrée sur la transformation de l'olive (huile) et des fruits, avec moins de 60 unités industrielles enregistrées représentant près de 73 millions de DHS de chiffre d'affaires. Celles-ci emploient 396 personnes, soit 12 % de l'emploi total des secteurs recensés par la chambre de commerce, d'industrie et des services (CCIS) des provinces de Taza et Taounate. Les établissements industriels de la province de Taounate sont principalement des petites et moyennes entreprises (PME) avec 84 % employant moins de 10 personnes. Le secteur de l'industrie agro-alimentaire avec 34 unités occupe une place privilégiée dans l'économie locale. Ces unités qui représentent 60,7 % du tissu industriel local, s'activent notamment dans la branche de la production de l'huile d'olive. Le reste des unités sont réparties équitablement entre la construction mécanique et métallurgique et la chimie para-chimie.
Les petites entreprises constituent un élément moteur de l'économie de Taounate représentant 99,6 % des unités économiques dans la province de Taounate et employant 2 988 personnes, soit 95,5 % de l'effectif permanent. L'artisanat emploie 3 000 personnes dans le domaine du tissage et de la vannerie.
En termes d'infrastructures, la province comporte plus de 1 200 kilomètres de routes revêtues. Relativement enclavée jusqu'en 2005 (60 %), le taux d'accessibilité de la province devrait s'améliorer pour passer à près de 73 % à horizon 2015. Les infrastructures d'éducation ne vont pas au-delà de l'enseignement professionnel (neuf établissements). La province dispose de quatre hôpitaux dont un seul de statut élevé (à Taounate), les autres à Tissa, Karia Ba Mohammed et Rhafsaï.
Pour pallier les carences enregistrées en infrastructures de base, en services sociaux, mais également la faiblesse du tissu productif rural et la problématique des cultures du cannabis, la province est l'une des premières bénéficiaires du Programme De Développement Intégré (PDI 2009-011) englobant l'intervention de plus de 10 partenaires publics pour des projets multidimensionnels de près de 300 millions de DHS dans 24 communes rurales prioritaires de la province. D'autre part, les principaux programmes conduits dans le cadre de l'INDH concernent notamment l'accès à l'eau potable, la lutte contre l'abandon scolaire en milieu rural, à travers l'équipement des écoles et l'achat de véhicules de transport scolaire, la génération de revenus (élevage de lapins, de chèvres, apiculture), l'adduction d'eau dans les écoles ou encore le traitement des handicaps.

## Culture et société[6]
Taounate est l'une des principales villes du pays Jbala au Maroc. Les Jbala comme leur nom l'indique, sont les « montagnards » ou « les habitants des montagnes ». Ce nom qui se réfère plutôt à la géographie qu'à un aspect ethnique donné, est passé pourtant pour une identité culturelle vu leur nombre important et leur espace géographique étendu, comparé aux autres « Montagnards » du Maroc. Les Jbalas furent arabisés dès le XIe siècle après l’arrivée des Idrissides ce qui explique le caractère pré-hilalien de leur parler.
Par ailleurs, la province compte un artisanat diversifié avec le tissage à Oulad Azam (Les Azamis ou les Yazami), la vannerie à Moulay Bouchta El Khammar, le travail du bois à Bni Oulid et la poterie à Aslas.

Barrattes blanches, qui ne sont pas encore cuites, Douar Taounate Loutta, Taounate, Maroc, mai 1997
Vue à travers la vallée avec des prairies et des groupes d'arbres. Des montagnes au loin, Douar Taounate Loutta, Taounate, Maroc, mai 1997
Miniatures des pots, entre autres une barratte. Ornements bruns et noirs à motifs géométriques, Douar Taounate Loutta, Taounate, Maroc, mai 1997

## Commune Bni Ounjel
Bni Ounjel Tafraout est une commune rurale marocaine de la province de Taounate, Elle a une population totale de 8421 habitants (2004).

## Monuments et sites d'intérêt

### La ville deTaounate
Cette ville de moyenne altitude, perchée sur sa colline au pied du Rif méridional, domine la rivière de l'oued Sra, qui s'écoule vers les gorges de Gargara. Elle est l'une des plus grandes villes du pays des Jbala.

### Sites touristiques
- Barrage Idriss Ier.
- Barrage Al Wahda.
- Mausolée de Sidi Bouzid.
- Source de Bouadel.

### La Kasbah d'Amergou
La Province de Taounate est connue par sa Kasbah almoravide du Jebel Amargu et l'établissement, autour de ces ruines, d'une zone de protection, ce site historique offre une vue panoramique sur le barrage "Al Wahda". La Kasbah se situe à environ 50 kilomètres de Fès. C’est une forteresse érigée par les almoravides au milieu du XIIe siècle. Kasbat Amergou est l’un des plus importants ouvrages militaires des almoravides, elle représente la tête de ligne de l’opposition contre l’offensive almohade.
Ce lieu chargé d’histoire a été cité dans plusieurs ouvrages en tant qu’endroit stratégique des almoravides, il leur permettait de dominer toute la plaine de l’Ouergha et les régions environnantes.

### Les forteresses de Taounate
La province est particulièrement réputée pour ses forteresses Zaouya Slass et Taourta (à Rhafsaï), Méziate, Od Yakhlam et Tam de Sidi Bouzid (à Taounate), et la forteresse Od Ahmed (à Tissa).

### L'Institut National des Plantes Aromatiques et Médicinales de Ez-Zoulou.
La mission de L'INPMA, établissement universitaire de recherche appliquée, est de développer la production de plantes à parfum, médicinales et aromatiques dans différentes régions marocaines.
L'Institut propose des formations diplômantes dans les spécialités de l'herboristerie, de la parfumerie ; de la phytothérapie/ aromathérapie / homéopathie et des industries para pharmaceutique et nutritionnelle.

## Personnalités
Sont nés ou sont originaires de la province de Taounate :
- Mohamed Abbou, Ministre chargé du commerce dans le Gouvernement Benkiran II et ministre chargé de la modernisation des secteurs publics dans de le gouvernement Abbas El Fassi.
- Mustapha Bakkoury, Secrétaire général du Parti authenticité et modernité (PAM), président du directoire du MASEN (Agence marocaine de l'énergie solaire) et président de la région Casablanca-Settat et ancien directeur général de la Caisse de dépôt et de gestion (CDG) ;
- Mohamed Jamal Bouzidi Tiali, Homme politique marocain et membre du Parti de l'Istiqlal.
- Driss El Azami El Idrissi, Ministre délégué auprès du ministre de l'Économie et des Finances chargé du Budget et maire de Fès.
- Abdellah Drissi El Bouzidi, Député de la circonscription électorale Taounate-Tissa et membre du Parti du progrès et du socialisme (PPS).
- Nasser Bourita, Diplomate marocain et ministre délégué auprès du ministre des Affaires étrangères et de la Coopération du Maroc1 dans le gouvernement de Benkiran II.
- Hassan Charafi, haut fonctionnaire du Ministère de l’Intérieur. Il a exercé pendant plus de trois décennies dans diverses fonctions administratives, notamment en tant que caïd, chef de cercle, pacha et enfin secrétaire général.
- Driss Merroun, Ministre de l'Urbanisme et de l'Aménagement du territoire.
- Driss El-Yazami, Président du Conseil National des Droits de l'Homme (CNDH) et du Conseil de la Communauté Marocaine à l'Etranger (CCME)[7],[8].
- Driss Basri, Ancien ministre de l'Intérieur sous le règne du roi Hassan II[9].
- Ahmed El Midaoui, Conseiller du Roi Mohammed VI Ex-Ministre de l'interieur, Ex- Directeur général de la Sûreté nationale.
- Mohamed Moujahid, Secrétaire général du Parti socialiste unifié (PSU) [10] ;
- Rachid El-Yazami, Physicien franco-marocain et l'inventeur de l'anode graphique pour les batteries lithium-ion[11].
- Fatima Mernissi,  Sociologue et écrivaine marocaine.
- Rachid El Azzouzi, Ex-joueur de l'équipe national marocaine du football.
- Brahim El Bahri, Footballeur international marocain.
- Abdeslam Radi (ou Ghadi), premier médaillé olympique marocain (1960, Rome, Marathon). Tirailleur marocain à Dijon.

le Général Bouzaidi né à Taounate  
Azami Mohamed  il est originaire de Aoulad Azam Taounate  
le Général Broke  né à Bouadel province de Taounate   
le Colonel Major  Abdellah Dachri de la Gendarmerie Royale  né à Bouaadel province de Taounate   

## Climat
La Province de Taounate bénéficie d'un climat méditerranéen avec un hiver froid et humide. Les températures maximales à Taounate atteignent en moyenne 23°C sur l'année, avec des extrêmes de 10°C en janvier à 37°C en juillet. La pluviométrie annuelle est de 683mm, avec des variations saisonnières importantes, allant d'un minimum de 16mm en juillet à un maximum de 94mm en mars.
Malgré des précipitations relativement faibles comparées à d'autres régions du Maroc, Taounate est une province verdoyante, riche en paysages naturels variés et en ressources agricoles. Les conditions climatiques favorisent la culture de nombreuses variétés de fruits, de légumes et d'oliviers, faisant de la région un important centre de production agricole.
Le climat est agréable pour voyager à Taounate de mai à octobre, avec des températures chaudes mais pas trop élevées et peu de précipitations. Les mois de juin, septembre et octobre sont particulièrement recommandés pour visiter la province et profiter pleinement de ses paysages naturels et de sa riche culture agricole.
Il est important de noter que la province de Taounate est située dans une zone montagneuse, avec des altitudes pouvant dépasser les 2000 mètres, ce qui peut influencer les conditions climatiques locales. Il est donc conseillé de se renseigner sur les conditions météorologiques avant de voyager dans la région, en particulier si vous prévoyez de vous aventurer dans les zones montagneuses.